# Calpastatina
A calpastatina, também conhecida como CAST, é um gene humano.
A proteína codificada por este gene é um inibidor da calpaína endógena. Consiste de um domínio L N-terminal e quatro domínios repetitivos de inibição de calpaína (domínios 1-4), e está envolvida na proteólise da proteína percursora amilóide. O sistema calpaína/calpastatina está envolvido em numerosos eventos de fusão membranar, tais como a exocitose de vesículas neurais e a agregação de glóbulos vermelhos e plaquetas. Também pensa-se que a proteína codificada afecta os níveis de expressão de gene que codificam proteínas reguladoras e estruturais. Várias variantes de transcriptos (que sofreram splicing alternativo) deste gene foram já descritas, mas a natureza total de apenas algumas foram determinadas.